# بایان تپه
بایان تپه مربوط به عصر آهن است و در شهرستان گنبدکاووس، روستای طالقان تپه واقع شده و این اثر در تاریخ ۲۲ تیر ۱۳۷۹ با شمارهٔ ثبت ۲۷۳۹ به‌عنوان یکی از آثار ملی ایران به ثبت رسیده است.